# ژان ماری الی
ژان ماری الی (انگلیسی: Jean-Marie Elie؛ زادهٔ ۳۰ سپتامبر ۱۹۵۰) بازیکن فوتبال اهل فرانسه است.
از باشگاه‌هایی که در آن بازی کرده‌است می‌توان به باشگاه فوتبال سن-اتین و باشگاه فوتبال لانس اشاره کرد.
وی همچنین در تیم ملی فوتبال France B بازی کرده‌است.